# Ото Шолц
Ото Шолц (Карловац, 26. мај 1913 — Загреб, 7. децембар 1994) био је хрватски писац и преводилац, песник интимистичке оријентације. Његов опус је обележен меланхолијом и заокупљен је трагичном природом људског постојања.
Рођен је у Карловцу, завршио Филозофски факултет у Загребу, радио је као професор у средњој школи, библиотекар, секретар Драме у Хрватском народном казалишту и као главни уредник у издавачкој кући Младост. Био је песник, есејиста и успешан преводилац са немачког и енглеског.

### Студије
- Рајнер Марија Рилке (1943)

### Збирке песама
- Лирика 1935.
- Мит извора Медузе 1937.
- Трећа књига пјесама 1939.
- Звуци и додири 1944.
- Рањена птица 1954.
- Горан и ја 1955.
- Хљеб насушни 1957.
- Руб 1958.
- Пјевач 1965.
- Тишине 1968.
- Кров (извори) 1971.
- Такав 1975.
- Реквијем
- Ватра дугог бдења над мојим Карловцем